# Manöver im Kiewer Militärbezirk 1935

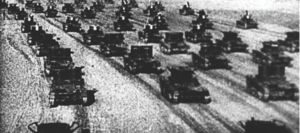
T-26, Manöver im Kiewer Militärbezirk 1935.

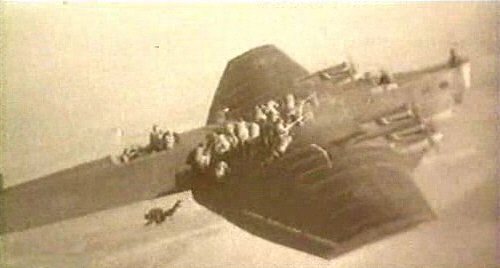
Tupolew TB-3 als Absetzflugzeug

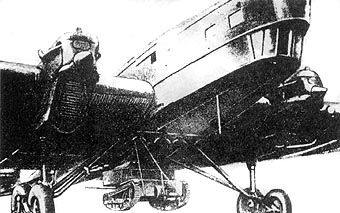
TB-3 mit untergehängtem Panzer T-27

Das Manöver im Kiewer Militärbezirk 1935 bezeichnet eine zweiseitige Truppenübung der Roten Armee, die im September 1935 auf dem Territorium des Kiewer Militärbezirks mit dem Ziel stattfand, eine Reihe theoretischer Leitsätze der sowjetischen Gefechtsführung zu überprüfen und zu präzisieren.
Geübt wurde das Durchbrechen eines befestigten Verteidigungsstreifens durch ein Schützenkorps, die Entwicklung des Durchbruchs durch ein Kavalleriekorps und das Manöver eines Mechanisierten Korps gemeinsam mit einer Kavalleriedivision zur Einkreisung und Aufreibung einer durchgebrochenen Gruppierung des Gegners.
Erstmals in der militärischen Praxis wurden Luftlandetruppen in Stärke eines Fallschirmjägerregiments (1.188 Mann) abgesetzt und eine Bodenlandetruppe in Stärke von zwei Schützenregimentern mit einem Teil der schweren Waffen und Ausrüstung gelandet.
Dabei wurden 18 leichte Geschütze und 150 Maschinengewehre mit Fallschirm abgesetzt. Panzer, Artillerie und andere Kampfmitteln wurden durch TB-3 gelandet. Die TB-3 konnte außenbords Panzer vom Typ T-37 und T-38, 76-mm-Kanonen, Lastautos, Panzerspähwagen und Motorräder mit Beiwagen transportieren. Die Landungen fanden auch nachts statt.
Das Manöver spielte bei der Entwicklung der sowjetischen Kriegstaktik eine wichtige Rolle, denn es bestätigte die wichtigsten Leitsätze der sowjetischen Theorie der tiefen Operation.
In einem Zeitungsartikel von Ende 1935 schrieb der damals maßgeblich am Aufbau der deutschen Panzerwaffe beteiligte Generalstabsoffizier Walther Nehring:

„Ungeheure Massen neuzeitlicher Truppenkörper waren auf verhältnismäßig engen Raum versammelt. Die Technik, in idealer Weise der Taktik vermählt, beherrschte den Kampfschauplatz. [...] Hunderte von Flugzeugen begleiteten die Angriffe der Erdtruppen. Tausend Panzerkampfwagen (Tanks) wurden auf nur 10 Kilometer Frontbreite, nach der Tiefe gestaffelt, zum vernichtenden Angriff vorgeworfen.“